# Tiken Jah Fakoly

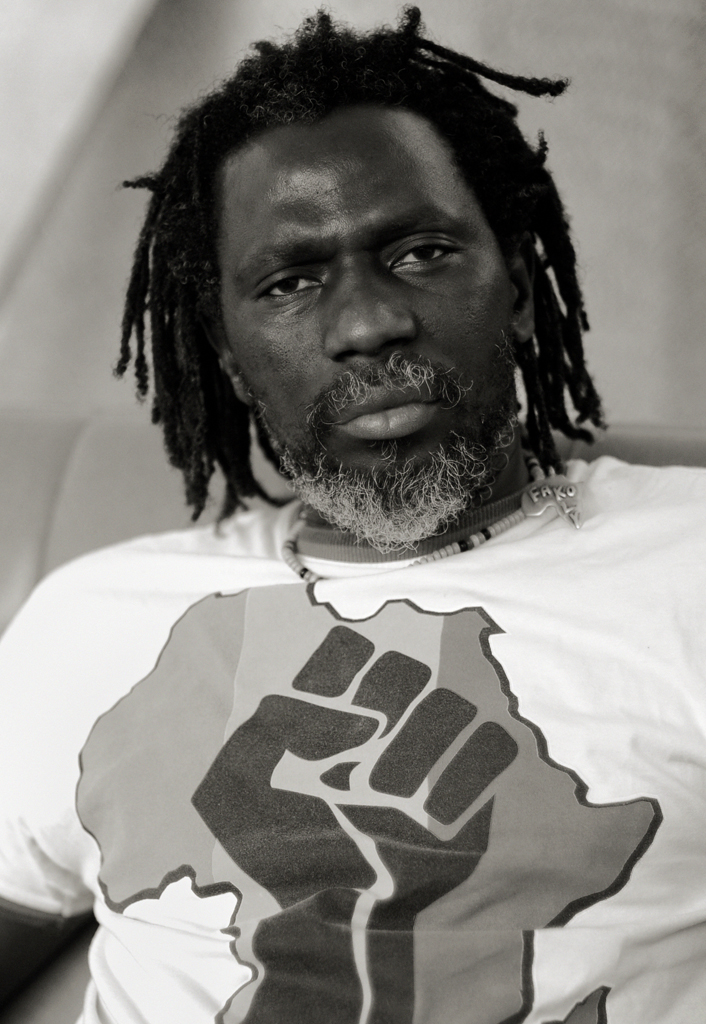
Tiken Jah Fakoly. 2011.

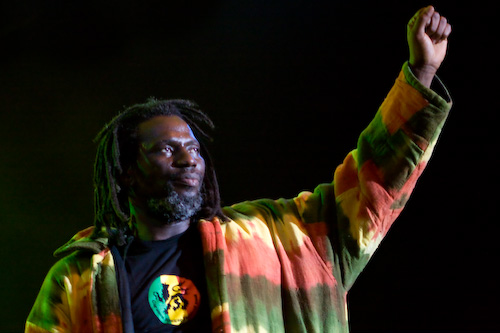
Tiken Jah Fakoly im Jahr 2008

Tiken Jah Fakoly, eigentlich Doumbia Moussa Fakoly (* 23. Juni 1968 in Odienné, Elfenbeinküste), ist ein ivorischer Musiker. Er gilt als einer der einflussreichsten Reggaemusiker Afrikas.

## Biografie

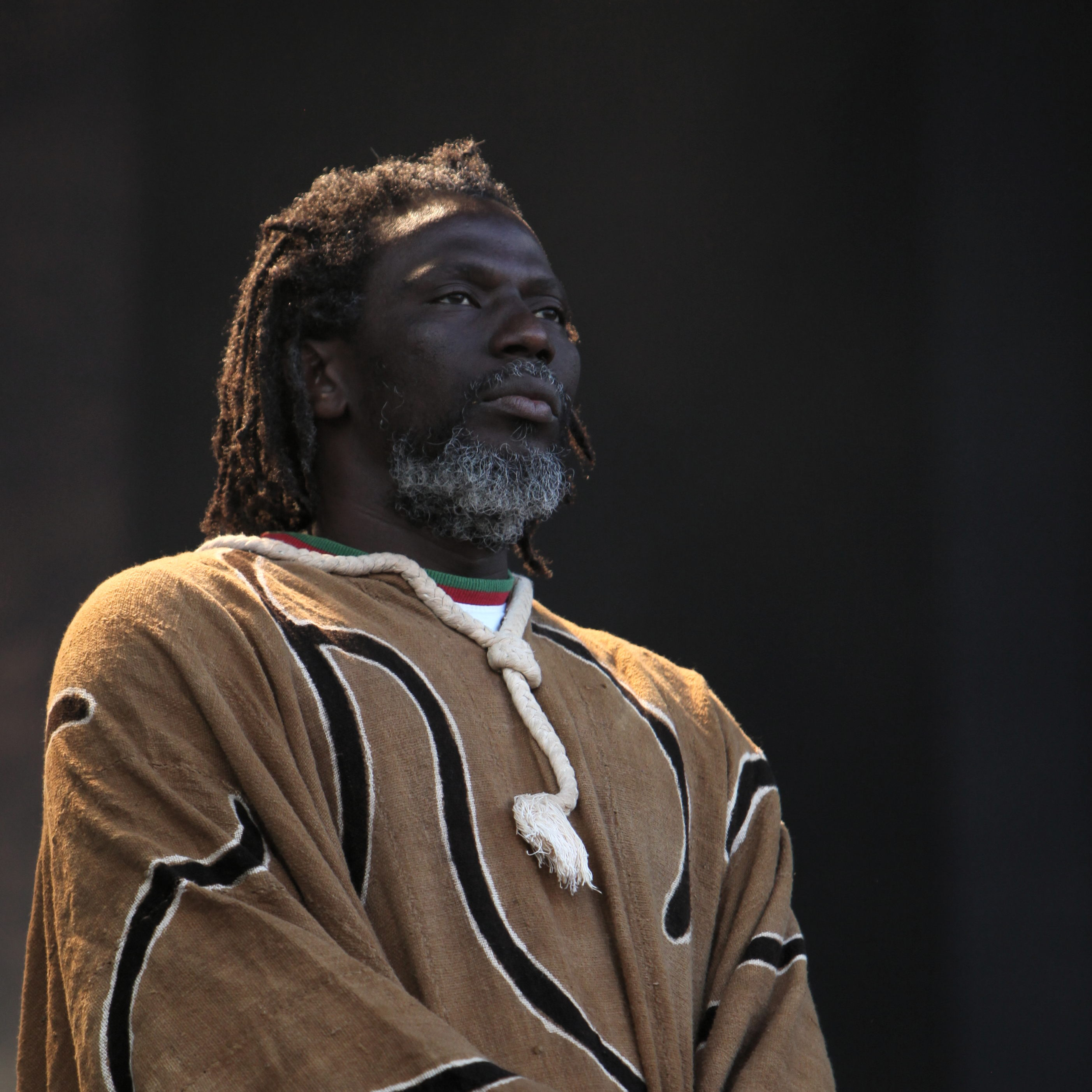
Tiken Jah Fakoly auf dem Eurockéennes de Belfort 2011

Doumbia Moussa Fakoly wurde im Nordwesten der Elfenbeinküste geboren und entstammt einer Familie von Griots. Früh entdeckte er die Reggaemusik und gründet seine erste Band, die „Djelys“. Mit ihr erlangte er nationale Bekanntheit.
Nach dem Tod des ersten Präsidenten der Elfenbeinküste Félix Houphouët-Boigny verschaffte er sich mit seinen kritischen politischen Texten weithin Gehör. Seither etablierte sich der „Reggae-Protest-Sänger“ Tiken Jah Fakoly als fester Bestandteil der Musikszene Westafrikas.
Im Jahr 1998 hatte er mit einem Konzert in Paris seinen ersten Auftritt in Europa.
In seinen Texten kritisiert er die politische Elite verschiedenster afrikanischer Länder scharf. Seit seinem 2002 veröffentlichten Album Françafrique sah sich Tiken Jah Fakoly verstärkt politischen Repressionen ausgesetzt. Infolge von Morddrohungen durch Anhänger von Laurent Gbagbo und dem Mord an mehreren seiner Freunde entschied sich Tiken Jah Fakoly im Jahr 2003 nach Mali ins Exil zu gehen. Er lebt seitdem in Malis Hauptstadt Bamako. Von dort aus setzt er sein musikalisches Werk und sein politisches Engagement fort. Stark kritisiert wird in mehreren Liedern auch die Afrikapolitik der französischen Regierung, welche in den vergangenen Jahren und Jahrzehnten massiv afrikanische Diktaturen unterstützte und festigte.

## Musikalisches Werk und Diskografie
Tiken Jah Fakoly spielt Roots-Reggae und singt dabei meist auf Französisch oder in afrikanischen Sprachen, manchmal auch auf Englisch. Fast alle seine Songtexte sind stark politisch.
So kritisiert Tiken Jah Fakoly 1996 in seinem Song Mangercratie die politische Führung seines Landes und tritt für das Recht eines Jeden auf Nahrung ein. Dieser Protestsong hielt sich trotz Zensur monatelang in den Charts.
Tiken Jah Fakoly ist einer der Sänger auf dem Album Drop the Debt, dessen Erlös dem globalisierungskritischen Netzwerk Attac und African Consciences zugutekommt.
Ende 2004 vollendete er sein neues Album Coup de Gueule. Tausende reisten extra von der Elfenbeinküste nach Mali, um es unzensiert und live hören zu können. Bisher wurde es allein in Westafrika über 500.000 Mal offiziell verkauft; bedingt durch die beträchtliche Anzahl illegaler und unlizenzierter Kopien ist allerdings davon auszugehen, dass die tatsächliche Anzahl um ein Vielfaches höher liegt.

### Studioalben
| Jahr | Titel               | Höchstplatzierung, Gesamtwochen, AuszeichnungChartplatzierungen (Jahr, Titel, Platzierungen, Wochen, Auszeichnungen, Anmerkungen) | Höchstplatzierung, Gesamtwochen, AuszeichnungChartplatzierungen (Jahr, Titel, Platzierungen, Wochen, Auszeichnungen, Anmerkungen) | Höchstplatzierung, Gesamtwochen, AuszeichnungChartplatzierungen (Jahr, Titel, Platzierungen, Wochen, Auszeichnungen, Anmerkungen) | Anmerkungen                                                      |
| Jahr | Titel               | FR | BEW | CH | Anmerkungen                                                      |
| ---- | ------------------- | --- | --- | --- | ---------------------------------------------------------------- |
| 1999 | Cours d’histoire    | FR190 (1 Wo.)FR | — | — | Charteinstieg FR: 2006                                           |
| 2000 | Le caméléon         | FR97 (3 Wo.)FR | — | — | VÖ ursprünglich nur in der Elfenbeinküste Charteinstieg FR: 2005 |
| 2002 | Francafrique        | FR23 Gold · (21 Wo.)FR | — | — | Erstveröffentlichung: 15. Februar 2002                           |
| 2004 | Coup de Gueule      | FR19 Gold · (16 Wo.)FR | — | — |                                                                  |
| 2007 | L’Africain          | FR4 Gold · (57 Wo.)FR | — | CH41 (5 Wo.)CH | Erstveröffentlichung: 24. September 2007                         |
| 2008 | Live à Paris        | FR63 (6 Wo.)FR | — | — | Erstveröffentlichung: 22. September 2008                         |
| 2010 | African Revolution  | FR13 (20 Wo.)FR | BEW57 (2 Wo.)BEW | CH88 (1 Wo.)CH | Erstveröffentlichung: 27. September 2010                         |
| 2014 | Dernier appel       | FR27 (14 Wo.)FR | BEW56 (9 Wo.)BEW | — | Erstveröffentlichung: 2. Juni 2014                               |
| 2015 | Racines             | FR21 (10 Wo.)FR | BEW39 (6 Wo.)BEW | CH79 (1 Wo.)CH | Erstveröffentlichung: 25. September 2015                         |
| 2019 | Le monde est chaud  | FR48 (6 Wo.)FR | BEW199 (1 Wo.)BEW | CH62 (1 Wo.)CH | Erstveröffentlichung: 17. Mai 2019                               |
| 2022 | Braquage De Pouvoir | FR72 (4 Wo.)FR | — | — | Erstveröffentlichung: 4. November 2022                           |
| 2024 | Acoustic            | FR37 (4 Wo.)FR | — | — | Erstveröffentlichung: 16. Februar 2024                           |
| 2025 | Live Salle Pleyel   | FR74 (1 Wo.)FR | — | — | Erstveröffentlichung: 14. Februar 2025                           |

Weitere Alben
- 1993: Djelys (mit Djelys)
- 1994: Missiri (mit Djelys)
- 1996: Mangercratie

### Singles
| Jahr | Titel Album               | Höchstplatzierung, Gesamtwochen, AuszeichnungChartsChartplatzierungen (Jahr, Titel, Album, Platzierungen, Wochen, Auszeichnungen, Anmerkungen) | Anmerkungen |
| Jahr | Titel Album               | FR | Anmerkungen |
| ---- | ------------------------- | --- | ----------- |
| 2002 | Y’en a marre Françafrique | FR67 (5 Wo.)FR |             |

## Politisches Engagement
Tiken Jah Fakoly singt über die in Afrika herrschenden Missstände.
Immer wieder kritisiert er Korruption und Machtmissbrauch durch die politischen Eliten der Elfenbeinküste und Afrikas im Allgemeinen. Mit seinem Lied Le balayeur balayé ("der hinweggefegte Feger") nimmt Tiken Jah Fakoly General Robert Guéï auf die Schippe. Dieser hatte bei seinem Militärputsch erklärt: "Wir sind gekommen, um das Haus durchzufegen." Nachdem Gueï sich weigerte, den Wahlsieg seines Gegners Laurent Gbagbo anzuerkennen, wurde er durch Demonstrationen im Jahr 2000 aus dem Amt gejagt.
Kritik übt Tiken Jah Fakoly aber auch an der Ausbeutung Afrikas durch die Erste Welt. Sklaverei, Kolonialismus, Neokolonialismus und Globalisierung seien nichts als sich wandelnde Formen der immer gleichen Ausbeutung Afrikas. Diese Ausbeutung werde mit großem Zynismus betrieben, was Tiken Jah Fakoly mit dem Begriff "blaguer tuer" ("Witze machen und töten") zu beschreiben versucht: "Auf der einen Seite tut man so, als möge man uns, auf der anderen Seite massakriert und tötet man uns. Zum Beispiel ist die französische Armee, die angeblich die internationale Gemeinschaft schützen möchte, schlicht und einfach in der Elfenbeinküste, um französische Interessen zu schützen."
Im gleichen Zusammenhang sei auch der Waffenhandel mit Afrika zu sehen, den Tiken Jah Fakoly im Lied "Françafrique" kritisiert. Erst verkaufe man Afrika Waffen, um sich dann angeblich darüber zu wundern, dass mit diesen Waffen in Afrika Bürgerkriege geführt werden.
Demgegenüber tritt Tiken Jah Fakoly für Demokratie und die Einheit Afrikas ein. Er setzt sich für einen Schuldenerlass für die afrikanischen Staaten ein und hat sich der globalisierungskritischen Bewegung angenähert.
Auch gegen die Beschneidung weiblicher Genitalien setzt er sich ein, etwa mit seinem Lied Non à l'Excision.

## Auszeichnungen
- 2003: „Victoires de la Musique“ in der Kategorie Reggae
- 2008: „Freemuse Award“[8]